# Panamericano de Rugby 1995
El Panamericano de Rugby de 1995 fue la primera edición de este torneo. Con tres selecciones y tres partidos el equipo de Los Pumas se quedó con el campeonato.

## Equipos participantes
- Selección de rugby de Argentina (Los Pumas)
- Selección de rugby de Canadá (Canucks)
- Selección de rugby de Uruguay (Los Teros)

## Posiciones
| Pos. | Equipo    | Encuentros | Encuentros | Encuentros | Encuentros | Tantos  | Tantos    | Tantos     | Puntos |
| Pos. | Equipo    | jugados    | ganados    | empatados  | perdidos   | a favor | en contra | diferencia | Puntos |
| ---- | --------- | ---------- | ---------- | ---------- | ---------- | ------- | --------- | ---------- | ------ |
| 1    | Argentina | 2          | 2          | 0          | 0          | 73      | 29        | + 44       | 4      |
| 2    | Canadá    | 2          | 1          | 0          | 1          | 54      | 38        | + 16       | 2      |
| 3    | Uruguay   | 2          | 0          | 0          | 2          | 12      | 72        | - 60       | 0      |

Nota: Se otorgan 2 puntos al equipo que gane un partido, 1 al que empate y 0 al que pierda

## Resultados[1]

### Primera fecha
| 4 de marzo | Argentina | 44 - 3  | Uruguay | Estadio Arquitecto Ricardo Etcheverri, Buenos Aires, Argentina |                                     |
|            |           | Reporte |         | Árbitro(s): George Gadjovich Canadá                            | Árbitro(s): George Gadjovich Canadá |

### Segunda fecha
| 7 de marzo | Uruguay | 9 - 28  | Canadá |                               |                               |
|            |         | Reporte |        | Asistencia: 1000 espectadores | Asistencia: 1000 espectadores |

### Tercera fecha
| 10 de marzo | Argentina | 29 - 26 | Canadá | Estadio Arquitecto Ricardo Etcheverri, Buenos Aires, Argentina |                                     |
|             |           | Reporte |        | Árbitro(s): Claudio Giacomel Italia                            | Árbitro(s): Claudio Giacomel Italia |

| Bandera de Argentina |
| Campeón Argentina    |
| Primer título        |